# 张展硕
张展硕（2007年5月14日—），中国男子游泳运动员，2023年世界青年游泳锦标赛男子400米个人混合泳和男子4×200米自由泳接力银牌得主、男子800米自由泳、男子1500米自由泳和男子4×100米混合泳接力铜牌得主、2024年世界游泳锦标赛男子4×100米自由泳接力和男子4×200米自由泳接力金牌得主。